# Přebozy
Přebozy jsou vesnice v okrese Kolín, je součástí obce Zalešany. Nachází se asi 1,5 km na jihovýchod od Zalešan. Přebozy jsou také název katastrálního území o rozloze 3,01 km². Vesnicí protéká říčka Bečvárka, která je pravostranným přítokem řeky Výrovky. Severně od vesnice se nachází skalní výchoz zvaný Čertovy stopy.

## Historie
První písemná zmínka o vesnici pochází z roku 1318.